# Pavel Ivanovič Filicin
Svatý Pavel Ivanovič Filicin či Felicyn (1894, Karpovo – 17. ledna 1941) byl ruský duchovní Ruské pravoslavné církve, jerej a mučedník.

## Život
Narodil se roku 1894 ve vesnici Karpovo Moskevské gubernie.
Roku 1910 dokončil Dmitrovské duchovní učiliště a roku 1914 řemeslné učiliště v Moskvě. Stal se psalomščikem chrámu Vzkříšení v Karpovu.
Roku 1915 byl povolán do armády a následující rok byl zajat. Po svém návratu roku 1918 se vrátil do služby v chrámu.
Dne 15. listopadu 1920 jej biskup dmitrovský Serafim (Zvězdinskij) rukopoložil na diákona a roku 1923 byl rukopoložen na jereje. Stal se knězem chrámu svatého Mikuláše vesnice Gorki.
Dne 4. dubna 1931 byl převeden do Moskvy a ustanoven knězem chrámu Položení řízy Krista v Leonově.
Dne 15. listopadu 1937 byl zatčen a obviněn z protisovětské agitace. Byl vězněn v Taganské věznici v Moskvě.
Dne 5. prosince 1937 jej Trojka NKVD odsoudila k deseti letům v pracovním táboře.
Zemřel 17. ledna 1941 v pracovním táboře. Pohřben byl v neznámém hrobě.
Dne 7. ledna 1957 byl rehabilitován Prezidiem Moskevského městského soudu.

## Kanonizace
Dne 17. července 2001 ho Ruská pravoslavná církev svatořečila jako mučedníka a byl zařazen mezi Sbor všech novomučedníků a vyznavačů ruských.
Jeho svátek je připomínán 17. ledna (4. ledna – juliánský kalendář).